# Ermengarda de Tours
Ermengarda de Tours (Alsàcia 804 - morta 20 de març de 851) fou emperadriu carolíngia d'Occident, esposa de Lotari I. Era filla del comte Hug de Tours i de l'Alta Alsacia (+ 837) i d'Ava. El 821 es va casar amb Lotari I (fill de Lluís el Pietós) a Thionville (en alemany Diedenhoffen).
Es creu que va passar la seva joventut al monestir de Sainte-Julie a Bressanone (abans Brixen) on es va educar i fou escollida abadessa succeint a la difunta Amalperga. Lotari la va demanar en matrimoni després del 817 i es van casar el 15 d'octubre del 821 a Thionville en presència de 31 bisbes entre els quals Adeloc d'Estraburg. Lotari li va concedir el protectorat de l'abadia de Brixen. La seva vida va veure els incidents que van marcar l'elevació a l'imperi de Lotari el 833 i la seva submissió el 834, el divorci seguit d'un segon casament amb Waldrada del seu fill Lotari II i el rapte de la filla Ermengarda pel comte Gislebert de Maasgau el 846. Va influir progressivament en el seu marit que va moderar el caràcter i està darrere de diversos diplomes de donacions fetes per Lotari I.
El 836 va rebre del seu oncle patern Leutgard de Sundgau, extenses terres a Alsàcia entre les quals Échery on hauria fet construir un santuari, pero els Annales de Sant Bertí i la carte de Vézelay assenyalen només al seu pare Hug de Tours com el constructor del santuari Echéry; el santuari fou cedit per Ermengarda, amb l'acord del seu marit, a l'abat de Gorze. El 849 Ermengarda va fundar l'abadia d'Erstein en terrenys cedits pel seu marit, fundació que consta en un diploma que es conserva contrasignada pel papa Lleó IV, i es va retirar a aquest monestir on va morir el divendres sant 20 de març del 851.

## Descendència
Va tenir diversos fills amb Lotari però els historiadors no estan d'acord en el seu nombre. Els fills anomenats són:
- Lluís II el Jove (vers 825-†875), emperador d'Occident de 855 a 875 i rei de Provença de 863 a 875. É
- Hildruda (vers 826-† vers 866), esposa del comte Berenguer[3]
- Berta (vers 830-† entre 852 i 877), abadessa d'Avenay-Val-d'Or el 847
- Ermengarda (vers 830-† vers 849), raptada el 846 pel comte Gislebert de Maasgau que s'hi va casar.
- Gisela († 28 d'abril de 864), abadessa de San Salvador a Brèscia entre 852 i 864
- Lotari II (835-869), casat el 855 amb la filal de Bosó d'Arle el Vell, Teutberga (+ 875 a l'abadia de Sainte-Glossinde de Metz) a la que va repudiar el 860, i es va casar llavors amb Waldrada.
- Rotruda (Pavia 836-†882), esposa de Lambert II de Nantes, marcgravi de Bretanya i comte de Nantes (+ 852) i després à Otó II de Lebarten

1. Carles de Provença (†863), rei de Lió i la Borgonya Transjurana